# Michael Pataki
Michael Pataki (16 de enero de 1938 - 15 de abril de 2010) fue un actor estadounidense. Además de actuar en películas como Airport '77, Rocky IV y Dracula's Dog, se desempeñó como actor de voz. Falleció de cáncer el 15 de abril de 2010 a los 72 años.

## Filmografía seleccionada

### Cine
- Easy Rider (1969)
- The Sidehackers (1969)
- The Return of Count Yorga (1971)
- Grave of the Vampire (1972)
- The Baby (1973)
- Sweet Jesus, Preacherman (1973)
- Little Cigars (1973)
- The Bat People (1974)
- The Last Porno Flick (1974)
- Carnal Madness (1975)
- Airport '77 (1977)
- The Amazing Spider‑Man (1977 – 1979)
- Dracula's Dog (1978)
- Superdome (1978)
- When Every Day Was the Fourth of July (1978)
- The Pirate (1978)
- Love at First Bite (1979)
- The Onion Field (1979)
- The Glove (1979)
- Disaster on the Coastliner (1979)
- Raise the Titanic (1980)
- High Noon, Part II: The Return of Will Kane (1980)
- Graduation Day (1981)
- Dead and Buried (1981)
- One More Chance (1983)
- Sweet Sixteen (1983)
- Remo Williams: The Adventure Begins (1985)
- Rocky IV (1985)
- American Anthem (1986)
- The Underachievers (1987)
- Halloween 4: The Return of Michael Myers (1988)